# Dolf Jansen
Dolf Jansen (nascido em 25 de junho de 1963 em Amsterdã ) é um comediante holandês, apresentador do programa da Radio 2, Spijkers encontrou Koppen e um corredor de maratona ativo. Na televisão, Jansen apresentou Loods 6 (1991), Kunstbende (1992), Jansen slaat door (TROS) (1993) e Jansen op jacht (2007). Ele atuou junto com Hans Sibbel como a equipe de comédia 'Lebbis en Jansen', mas também atua como um comediante individual.  Ele também é embaixador da Oxfam Novib . 
Dolf Jansen tem uma mãe irlandesa.

## Programas solo
- 2002: Dolf Solo
- 2004: Jansen Praat
- 2005: Dolfdurft
- 2007: Geen Oudejaarsvoorstelling
- 2008: Echt (Oudejaars 2008)
- 2009: Altijd Verder
- 2010: Oudejaars 2010
- 2011: Als ik het niet doe doet niemand het
- 2011: Oudejaars van de straat (In Pauw & Witteman)
- 2012: Als ik het niet doet niemand het (en daar zal ook wel weer een reden voor zijn *) * maar mij wordt weer eens niets verteld